# Ploudaniel
Ploudaniel (Plouzeniel in lingua bretone) è un comune francese di 3 835 abitanti situato nel dipartimento del Finistère nella regione della Bretagna.
Nella frazione di Lesteonec vi sono le sorgenti del fiume Aber Wrac'h.

## Società

### Evoluzione demografica
Abitanti censiti